# Geologstadion
Het Geologstadion is een multifunctioneel stadion in Tjoemen, een stad in Rusland. 
Het stadion wordt vooral gebruikt voor voetbalwedstrijden, de voetbalclub FK Tjoemen maakt gebruik van dit stadion. In het stadion is plaats voor 13.057 toeschouwers. Het stadion werd geopend in 1983 en gerenoveerd in 2004.